# Rovná (Boêmia do Sul)
Rovná é uma comuna checa localizada na região da Boêmia do Sul, distrito de Strakonice.